# Jan Grzymułtowski
Jan Grzymułtowski herbu Nieczuja (zm. 11 lutego 1628 roku) – opat klasztoru cystersów w Lądzie.
Przebywał w opactwie cystersów w Clairvaux w 1614 roku, gdzie studiował teologię, przyjął święcenia kapłańskie i złożył profesję zakonną.